# Шестаков, Василий Борисович
Василий Борисович Шестаков (4 апреля 1953, Ленинград, РСФСР) — российский государственный, спортивный, политический и общественный деятель, Заслуженный тренер РСФСР (1989), мастер спорта России по дзюдо (1970), мастер спорта России по самбо (1974), кандидат педагогических наук (1989), автор 5 научных статей. Заслуженный работник физической культуры Российской Федерации (2002), обладатель 6 дана по дзюдо (2008). Лидер Социалистической единой партии России (СЕПР) (2002—2008). Депутат Государственной думы РФ IV—VI созывов (2003—2016), член фракции Единая Россия, член комитета Госдумы по физической культуре, спорту и делам молодёжи, член Совета при Президенте РФ по делам казачества (2009—2019). Президент Автономной некоммерческой организации «Детско-юношеский спортивный клуб „Явара-М“» (с 2002 г. по наст. время). Председатель Международной общественной организации содействия науке и спорту «Человек, Спорт, Здоровье» (с 2009 г. по наст. время). Президент Российской ассоциации спортивных сооружений (с 2009 г. по наст. время). Президент Международной федерации самбо (с 2009 г. по наст. время), Президент Международного общественного Фонда развития физической культуры и спорта «Самбо» (с 2016 г. по наст. время; до 27.07.2022 г. Фонд именовался как Межрегиональный общественный Фонд развития физической культуры и спорта «Самбо»). Отличник физической культуры и спорта (2018), Почётный консул Монголии в Санкт-Петербурге (с 2020 г. по наст. время), лауреат XI Национальной премии в области боевых искусств «Золотой пояс» в номинации «За вклад в развитие боевых искусств» (2017). Почётный гражданин лондонского Сити (2013). Почётный Доктор боевых искусств Университета Йонг-ин южнокорейского г. Чхонджу (2019). Почётный Доктор Национального государственного университета физической культуры, спорта и здоровья имени П. Ф. Лесгафта (2018). 25 ноября 2020 года Шестакову Василию Борисовичу вручён консульский патент, подтверждающий его почетным Консулом Монголии в Санкт-Петербурге. Ветеран труда Российской Федерации (2021).

## Биография
Учился и окончил школу № 330 г. Ленинграда. В секции при школе занимался дзюдо и самбо под руководством Владимира Федоровича Романенко. Затем продолжил свои занятия самбо и дзюдо в обществе «Труд» под руководством А. С. Рахлина вместе с В. В. Путиным, Б. Р. Ротенбергом, А. Р. Ротенбергом.
Был чемпионом первенства СССР по самбо 1973 года (Казань), неоднократным призёром первенств СССР по дзюдо и самбо, серебряным призёром молодёжных Игр по дзюдо 1974 года (Горький, СССР).
По окончании школы в 1970 году поступил в Высшее техническое учебное заведение при Ленинградском металлическом заводе имени XXII съезда КПСС (ныне — Санкт-Петербургский политехнический университет Петра Великого). Окончил его в 1976 году, получив высшее образование инженера-механика по специальности «машины и технология литейного производства».

### Тренерская деятельность
Тренерскую деятельность начал в 1977 году в Комплексной школе Высшего спортивного мастерства Ленинграда в должности тренера-преподавателя. За свою тренерскую карьеру подготовил 15 мастеров спорта, принимал участие в подготовке сборной команды Ленинграда к первенствам и чемпионатам СССР, спартакиадам народов СССР, где сборная команда завоевала призовые места. Его воспитанник, Тагир Абдуллаев — заслуженный мастер спорта, один из сильнейших самбистов мира, один из лучших дзюдоистов Европы 1980—1990-х годов.
С 1995 по 2003 год являлся директором Комплексной школы высшего спортивного мастерства (КШВСМ). С 2004 года и по настоящее время — председатель попечительского совета школы.

### Научная и литературная деятельность
В 1989 году окончил аспирантуру Ленинградского НИИ физической культуры.
В 1999 году защитил кандидатскую диссертацию на тему «Принцип индивидуализации в системе физической подготовки дзюдоистов высшей квалификации» в Военном институте физической культуры, кандидат педагогических наук.
С 2012 года является почётным членом Российской академии естественных наук по секции «Проблемы устойчивого развития России».
Соавтор ряда учебников и учебно-методических пособий:
- Путин В. В., Шестаков В. Б., Левицкий А. Г. Учимся дзюдо с Владимиром Путиным. — М.: ОЛМА-ПРЕСС, 2003. — 159 с. Книга издана на русском, английском, корейском, китайском, японском, итальянском, языках.
- В. Б. Шестаков, Ерегина С. В. Теория и методика детско-юношеского дзюдо: учебно-методическое пособие. — М.: ОЛМА Медиа Групп, 2008. — 216 с. Пособие посвящено основам теории и методики детско-юношеского дзюдо. Раскрываются основные положения теории построения спортивной подготовки и методические основы организации спортивной деятельности дзюдоистов 10-16-летнего возраста. Пособие разработано для студентов вузов физкультурного профиля, тренеров-преподавателей, спортсменов-дзюдоистов.
- Шестаков В. Б., Ерегина С. В. Теория и практика дзюдо: учебник. — М.: Советский спорт, 2011. — 448 с. Учебник разработан на основе достижений современной науки, а также обобщения передового практического опыта, накопленного в дзюдо. Предпринята попытка анализа и осмысления ведущих тенденций подготовки дзюдоистов. На основе преемственности изучаемого материала формируется система знаний, основанная на теории, методике и практике дзюдо. Учебник предназначен для образовательных учреждений высшего профессионального образования, осуществляющих образовательную деятельность по направлению 032100 — «Физическая культура»; студентов, магистрантов, аспирантов, преподавателей, тренеров и специалистов сферы дзюдо.
- Шестаков В. Б., Ерегина С. В., Емельяненко Ф. В. Самбо — наука побеждать. Теоретические и методические основы подготовки самбистов: учебное пособие. — М.: ОЛМА Медиа Групп, 2012. — 224 с. Книга издана на русском и английском языках. В пособии обобщены теоретические и методические основы подготовки самбистов. Приводятся материалы по истории развития самбо в России и за рубежом. Указаны современные подходы к технической, тактической, физической, психической подготовке самбистов и описаны практические методики. Пособие разработано для студентов и преподавателей высших и средних учебных заведений физической культуры, тренеров-преподавателей, спортсменов-самбистов. Учебник издан на русском и английских языках.
- Шестаков В. Б., Ерегина С. В. Василий Ощепков — основатель самбо. — М.: ОЛМА Медиа Групп, 2015.- 224 с. Издание книги приурочено к проведению Года российско-японских обменов в области боевых искусств. В книге представлены материалы о жизни и деятельности пионера дзюдо в России и одного из основателей самбо в мире Василия Сергеевича Ощепкова. Книга предназначена для спортсменов, занимающихся единоборствами и любителей спорта.
- Шестаков В. Б., Ерегина С. В. Как стать сильным. Самбо для юных спортсменов. — М.: Просвещение, 2017.-320 с. Книга посвящена светлой памяти основателя самбо Василия Сергеевича Ощепкова.

### Политическая деятельность
С 1999 года — один из основателей политической партии «Единство».
С 2003 года член «Социалистической единой партии России (Духовное наследие)».
С 2004 года Председатель Генерального совета Политической партии «Социалистическая единая партия России» (СЕПР).
С 2003 года — Депутат Государственной Думы Федерального Собрания Российской Федерации IV созыва (2003—2007). Избран от избирательного блока НПС «Родина».
С 2004 года заместитель руководителя фракции Народно-Патриотический Союз «Родина» («Народная Воля — СЕПР»), член Совета фракции. Член Комитета ГД по физической культуре и спорту. С 2005 года утвержден членом Комитета по физической культуре, спорту и делам молодежи. Руководитель секций по спорту в депутатских группах по связям с парламентами ФРГ и Японии, член депутатской группы по связям с Всекитайским Собранием Народных представителей, член депутатской группы по связям со странами Бенилюкс. Внёс значительный вклад в развитие и укрепление двусторонних связей в области культуры, спорта и экономики между Государственной Думой Федерального Собрания Российской Федерации и Парламентами этих стран.
С 2007 года независимый депутат ГД ФС РФ. 
С декабря 2007 года — Депутат Государственной Думы Федерального Собрания Российской Федерации V созыва (2007—2011). Избран в составе федерального списка кандидатов в депутаты Государственной Думы, выдвинутого политической партией «СПРАВЕДЛИВАЯ РОССИЯ: РОДИНА/ПЕНСИОНЕРЫ/ЖИЗНЬ» (РЕГИОНАЛЬНАЯ ГРУППА № 83, г. Санкт-Петербург). Член Бюро Президиума Центрального Совета Политической партии «СПРАВЕДЛИВАЯ РОССИЯ: РОДИНА/ ПЕНСИОНЕРЫ/ ЖИЗНЬ», Секретарь Центрального Совета партии. Заместитель руководителя фракции ГД «Справедливая Россия». Член комитета ГД по физической культуре и спорту.
Член Постоянной делегации Федерального Собрания Российской Федерации в Постоянном Комитете и Парламентской конференции Балтийского моря.
Председатель Комиссии по вопросам научно-исследовательской работы и взаимодействия со средствами массовой информации в составе Совета при Президенте Российской Федерации по делам казачества.
Руководитель депутатской группы по связям с парламентом Японии, член депутатской группы по связям с парламентом Итальянской Республики, Швейцарской Конфедерации.
Член Межфракционного депутатского объединения «Евразия» (2008—2011).
С 2011 года — Депутат Государственной Думы Федерального Собрания Российской Федерации VI созыва (2011—2016), член фракции в ГД «ЕДИНАЯ РОССИЯ», член комитета ГД по физической культуре, спорту и делам молодежи, член Межфракционного депутатского объединения «Евразия» (2011—2016).
В Государственной Думе представлял Санкт-Петербург. За ним были закреплены следующие муниципальные образования в регионе — Колпинский, Красносельский, Приморский и Пушкинский районы.
Председатель постоянной профильной комиссии по научно — исследовательской работе и взаимодействию со СМИ Совета при Президенте Российской Федерации по делам казачества.
На протяжении всей своей деятельности последовательно отстаивал интересы Российской Федерации.
Подготовил и провел вместе с Комитетом Государственной Думы по физической культуре и спорту в 2004 году «Круглый стол», тема которого: «Базовые принципы современного демократического спортивного законодательства в духе Европейского спортивной хартии», в 2007 году — «Круглый стол» на тему: «Правовой и организационный аспекты формирования спортивного контента в условиях развития цифровых телевизионных технологий».
Совместно с Комитетом ГД по физической культуре, спорту и делам молодежи провёл Выставки в Государственной Думе: «Художники Санкт-Петербурга», «Самбо в России и в мире», «Россия-самбо-Великобритания».
Регулярно встречался с избирателями, содействовал ветеранам Великой Отечественной войны, спортсменам, ветеранам-спортсменам, спортсменам-инвалидам, малоимущим гражданам в разрешении правовых и социальных вопросов. Оказывал благотворительную помощь в установке памятника «Дети войны» на площади Мужества в Санкт-Петербурге (2009), а также сибирякам, пострадавшим во время пожаров (Республика Хакасия, 2015). Оказал финансовую помощь. В общественные приёмные депутата Госдумы В. Б. Шестакова в Санкт-Петербурге и Москве с 2003 по 2016 год по различным вопросам обратились свыше 12000 человек. Все они получили квалифицированную юридическую и социальную помощь.

### Законотворческая деятельность
Активно участвовал в законотворческом процессе Государственной Думы Федерального Собрания Российской Федерации IV—VI созывов. Соавтор ряда важных законопроектов в сфере физической культуры, спорта, а также иных сферах:
- Федеральный закон от 7 мая 2013 года № 101-ФЗ О внесении изменений в отдельные законодательные акты Российской Федерации в связи с организацией и проведением ХХII Олимпийских зимних игр и ХI Паралимпийских зимних игр 2014 года в городе Сочи и развитием города Сочи как горноклиматического курорта (в части установления упрощенного порядка передачи олимпийских объектов в собственность Российской Федерации, субъектов Российской Федерации, муниципальную собственность);
- Федеральный закон от 29 декабря 2014 года № 460-ФЗ О внесении изменений в отдельные законодательные акты Российской Федерации (в части правового регулирования дилерской деятельности на внебиржевом рынке Форекс;
- Федеральный закон от 23 июня 2014 года N 170-ФЗ "О внесении изменений в Федеральный закон «О физической культуре и спорте в Российской Федерации»;
- Федеральный закон от 21 июля 2014 года N 211-ФЗ "Об особенностях правового регулирования отношений в области физической культуры и спорта в связи с принятием в Российскую Федерацию Республики Крым и образованием в составе Российской Федерации новых субъектов — Республики Крым и города федерального значения Севастополя;
- Федеральный закон от 29 июня 2015 года N 204-ФЗ «О внесении изменений в Федеральный закон „О физической культуре и спорте в Российской Федерации“ и отдельные законодательные акты Российской Федерации»;
- Федеральный закон от 3 ноября 2015 года N 308-ФЗ "О внесении изменения в статью 34-3 Федерального закона «О физической культуре и спорте в Российской Федерации».

И другие.

### Общественная деятельность
В 1993 года по инициативе В. Б. Шестакова организована региональная Федерация боевых искусств «Будо», вошедшая в состав всемирной федерации «Кобудо» (WKF). В 1993 году Шестаков был избран национальным директором всемирной федерации «Кобудо» (WKF) по России.
С 1993 года по сегодняшний день является президентом Санкт-Петербургской спортивной федерации джиу-джитсу «Будо». В 2002 году по его инициативе была создана Российская федерация джиу-джитсу, которую он возглавлял со дня основания и до 2013 года. В настоящий момент является почётным президентом этой федерации.
Один из учредителей спортивного клуба дзюдо «Явара-Нева» (Санкт-Петербург), почётный президент клуба — президент РФ Владимир Путин, генеральный директор клуба — Аркадий Ротенберг.
Ведёт активную работу по физической подготовке и укреплению здоровья подрастающего поколения. Является Президентом Автономной некоммерческой организации "Детско-юношеский спортивный клуб «Явара-М» на общественных началах с открытия клуба в Москве в 2002 году по настоящее время. Под его руководством клуб реализует благотворительные программы для детей и подростков, занимающихся дзюдо: «Школа — начальная подготовка», «Школа — совершенствование мастерства», «Развитие культурных и спортивных связей между Россией и Японией».
5 ноября 2009 года на отчётно-выборном конгрессе Международной федерации самбо (FIAS) в Салониках был избран президентом этой организации, в 2013 году — переизбран на конгрессе в Санкт-Петербурге, в 2017 году — переизбран на конгрессе в Сочи (Россия). Под руководством Василия Шестакова Международная Федерация самбо стала полноправным участником мирового спортивного движения. В 2013 году самбо впервые было включено в программу XXVII Всемирной летней Универсиады в Казани (Россия), самбистский турнир был включен в программу Всемирных Игр Единоборств СпортАккорда в 2010 году (Пекин, Китай) и в 2013 году (Санкт-Петербург, Россия). В 2014 году самбо было признано Олимпийским советом Азии и вошло в число видов спорта, включенных в официальную программу Азиатских игр. В 2013 году Исполком Международной федерации студенческого спорта (ФИСУ) включил самбо в календарь Чемпионатов мира, впервые этот студенческий мировой форум самбистов прошёл в 2016 году на Кипре. По состоянию на 2018 г. Международная федерация самбо объединяет 88 национальных федераций самбо — членов ФИАС. Под эгидой Международной федерации самбо более 120 стран мира вовлечены в развитие и продвижение самбо в мире. Именно по инициативе В. Б. Шестакова в России на государственном уровне были подняты вопросы, связанные с развитием самбо. Под руководством В. Б. Шестакова Международная федерации самбо (ФИАС) продвигает на международном уровне ряд эффективных проектов: «Открытый мир самбо», «Пляжное самбо», «Фитнес-самбо», «Самбо для людей с ограниченными возможностями», «Демонстрационное самбо», «Служебно-прикладное самбо». Василий Шестаков за большой вклад в развитие самбо неоднократно получал благодарности и поддержку от различных организаций самбо по всему миру.
С 2009 года является президентом Российской ассоциации спортивных сооружений, в её рамках он воплощает в жизнь партийный проект «Единой России» по строительству физкультурно-оздоровительных комплексов.
С 2009 года является президентом Международной общественной организации «Спорт, Человек, Здоровье» (организация была создана в 2003 году). В рамках II Всемирных игр единоборств СпортАккорда под её эгидой был проведен VI международный конгресс «Спорт, Человек, Здоровье» (2013).
Член попечительского совета Всероссийской федерации самбо.
Под руководством В. Б. Шестакова Международная федерация самбо получила сначала временное (30 ноября 2018 года), а затем постоянное признание (20 июля 2021 года) Международного олимпийского комитета.

### Семья
- Отец — Борис Васильевич, родом из-под Чухломы Костромской области, участник Великой Отечественной войны, награждён медалями «За отвагу», «За взятие Кенигсберга». После Великой Отечественной войны работал кровельщиком.
- Мать — Зинаида Михайловна.
- Жена — Шестакова Татьяна Константиновна.
  - Дочь — Юлия Горшенина (род. 1973).
  - Сын — Илья Шестаков (род. 1978), в 2000 году окончил Санкт-Петербургский государственный университет экономики и финансов, в 2009 году — Российскую академию государственной службы при президенте РФ, с 2007 года — кандидат экономических наук, с 2010 года — заместитель министра сельского хозяйства РФ, с 2014 года — руководитель Федерального агентства по рыболовству[8].
- 6 внуков: 2 внучки и 4 внука.

## Награды

### Государственные награды
- Почётное звание «Заслуженный работник физической культуры Российской Федерации» (14 января 2002) — за заслуги в развитии физической культуры и спорта, большой вклад в укрепление дружбы и сотрудничества между народами[9].
- Медаль ордена «За заслуги перед Отечеством» II степени (20 апреля 2006) — за активное участие в законотворческой деятельности и многолетнюю добросовестную работу[10].
- Орден Почёта (26 июня 2013) — за большой вклад в развитие российского парламентаризма и активную законотворческую деятельность[11].
- Почётная грамота Правительства Российской Федерации (2016).
- Орден Александра Невского (13 ноября 2018) — за большой вклад в развитие и популяризацию самбо[12][13]
- Почётная грамота Президента Российской Федерации (12 ноября 2019) — за заслуги в развитии физической культуры и спорта, активную общественную деятельность[14].
- Орден «За заслуги перед Отечеством» IV степени (3 апреля 2023) — за большой вклад в развитие и популяризацию самбо, активную общественную деятельность[15]

### Юбилейные медали, другие награды
- В 1989 году присвоено звание «Заслуженный тренер РСФСР».
- В 1996 году награждён почетным знаком «За заслуги в развитии физической культуры и спорта».
- В 2003 году награждён медалью «В память 300-летия Санкт-Петербурга».
- Награждён медалью «80 лет Госкомспорту России» в 2003 году.
- В 2004 году награждён юбилейной медалью «100 лет профсоюзам России».
- В 2005 году награждён памятным знаком «60-лет Победы Всеволожский район Ленинградской области».
- В 2006 году награждён почетным знаком «За заслуги в развитии олимпийского движения в России».
- Награждён в 2006 году почётной грамотой Государственной думы РФ за значительный вклад в развитие российского парламентаризма.
- В 2006 году награждён серебряной медалью святого первоверховного апостола Петра.
- В 2007 году награждён медалью Министерства обороны Российской Федерации «Генерал армии Маргелов».
- Награждён медалью «Почётный Лесгафтовец» в 2008 году.
- В 2008 году награждён Почётной грамотой Государственной Думы Федерального Собрания Российской Федерации.
- Высшая государственная награда Монголии орден «Полярная звезда», Улан-Батор, 2011 год.
- В 2012 году награждён медалью «За отличие в службе» II степени.
- Награждён знаком «За заслуги» ГУ МВД РФ по Северо-Западному Федеральному Округу.
- В 2013 году было присвоено звание «Почётный гражданин Лондонского сити» за достижения в деле укрепления российско-британских отношений.
- В 2013 году награждён грамотой министра иностранных дел Японии за многолетние заслуги в области развития политического, культурного и экономического взаимодействия между двумя странами.
- 2013 год — Благодарность Председателя Государственной Думы Федерального Собрания Российской Федерации.
- В 2014 году награждён памятной медалью «XXII Всемирная летняя универсиада 2013 года в Казани» (Грамота Президента Российской Федерации к памятной медали).
- В 2016 году награждён почётным знаком Государственной Думы Федерального Собрания Российской Федерации «За заслуги в развитии парламентаризма».
- Награждён орденом Японии «Орден Восходящего солнца, Золотые лучи с шейной лентой» в 2016 году.
- Лауреат XI Национальной премии в области боевых искусств «Золотой пояс» в номинации «За вклад в развитие боевых искусств», РСБИ, 2017 год.
- В 2018 году награждён Почетным Знаком «Отличник физической культуры и спорта» (Министерство спорта Российской Федерации).
- В 2018 году присвоено звание Почётный Доктор Национального государственного университета физической культуры, спорта и здоровья имени П. Ф. Лесгафта (г. Санкт-Петербург).
- В 2019 году награждён медалью Республики Татарстан «За доблестный труд».
- Награждён Почётной грамотой Президента Российской Федерации за активную общественную деятельность в 2019 году.
- В 2020 года награждён Президентом Монголии Х. Баттулгой орденом Трудового Красного Знамени.
- Орден «Дуслык» Республики Татарстан (2023)[16].
- Орден «Достук» (18 декабря 2023, Кыргызстан) — за существенный вклад в развитие социально-экономического, интеллектуального и культурного потенциала Кыргызской Республики, а также за большие достижения в профессиональной деятельности[17].